# Mustapha Mrani
Mustapha Mrani (ur. 2 marca 1980) – piłkarz marokański, grający na pozycji obrońcy.

## Kariera klubowa
Mrani w latach 2004-2012 był zawodnikiem klubu MAS Fez. W sezonie 2010/2011 zdobył z MAS Puchar Konfederacji oraz Puchar Maroka. W latach 2012–2014 grał w FAR Rabat.

## Kariera reprezentacyjna
W 2012 roku Mrani został powołany do reprezentacji Maroka na Puchar Narodów Afryki 2012.